# Стецун Ілля Миколайович
Ілля́ Микола́йович Стецу́н (3 серпня 1998 — 24 жовтня 2017) — старший сержант Збройних сил України, учасник російсько-української війни.

## Життєпис
Народився 1998 року в селі Любомирівка (Новоушицький район, Хмельницька область). Закінчив Вербовецьку школу, по тому Михайлівське ВПУ за спеціальністю тракторист-машиніст сільськогосподарського виробництва.
Вступив на військову службу за контрактом; старший сержант, гранатометник 9-го батальйону 59-ї бригади.
24 жовтня 2017 року загинув в обідню пору поблизу села Водяне (Волноваський район) під час обстрілу укріплень з АГС та кулеметів.
27 жовтня 2017-го похований у Любомирівці; люди навколішки, живим коридором зустрічали похоронну процесію.
Без Іллі лишились батьки та молодша сестра.

## Нагороди та вшанування
- Указом Президента України № 98/2018 від 6 квітня 2018 року «за особисту мужність і самовіддані дії, виявлені у захисті державного суверенітету та територіальної цілісності України, зразкового виконання військового обов'язку» — нагороджений орденом «За мужність» III ступеня (посмертно)[1]
- 21 жовтня 2018 року в Любомирівці відкрито меморіальну дошку Іллі Стецуну.